# I Wanna Go
"I Wanna Go"는 미국의 가수 브리트니 스피어스의 노래이다. 이 노래는 브리트니의 일곱 번째 정규 앨범 Femme Fatale의 세 번째 싱글로 발매되었다. 노래는 맥스마틴과 쉘백에 의해 만들어졌으며 세븐도 함께 참여했다. 이 노래는 앨범이 발매되기도 전인 2011년 2월 티저로 먼저 선보였었다. "I Wanna Go"는 테크노같은 요소와 무거운 베이스라인이 실린 댄스, 하이 에너지 장르의 노래이다. 2011년 7월에는 인도 가수 소누 니감이 게스트 보컬로 참여해 인도풍의 리믹스 버전도 선보였다.
"I Wanna Go"는 비평가들로부터 대부분 긍정적인 평가를 받았다. 중독성 강한 후크를 강조한 것에 대해서 호평을 받았지만, 일부에서는 반복되는 기계음 처리로 보컬이 잊혔다고 평했다. "I Wanna Go"는 싱글로 발매되기 전부터 미국 빌보드 핫 100과 캐나다 캐나디안 핫 100에 낮은 순위에 존재했고, 한국 가온 디지털 종합차트 (국제)에서는 3주 동안 1위를 했다. 이후 싱글로 결정되고 나서는 미국을 포함한 캐나다, 프랑스, 슬로바키아에 10위권 진입을 했다. 또한 오스트레일리아와 뉴질랜드, 스웨덴에서는 40위권에 진입했다. 미국에서 9위를 차지해 Femme Fatale은 세 개의 싱글이 연속으로 10위권에 진입한 브리트니 최초의 앨범이 되었다.
이번 노래의 뮤직비디오 감독은 크리스 마스 필리에로로 2011년 6월 22일 처음 선보였다. 뮤직비디오의 내용은 브리트니의 공상 모습인데, 기자회견에서 사건이 시작 돼 파파라치 사이보그들에게 쫓기며 배우 갈레르모 디아즈와 함께 파파라치들로부터 도망치는 내용이다. 이번 뮤직비디오에는 Half Baked, 《크로스로드》, 《터미네이터 2: 심판의 날》, Michael Jackson's Thriller와 같은 많은 패러디 요소들도 첨가했다. 뮤직비디오는 비평가들에게 긍정적인 평가를 받았다. 한편, Femme Fatale Tour (2011)에서 "I Wanna Go" 공연을 펼쳤다.

## 차트
| 차트 (2011)                        | 최고 순위 |
| ---------------------------------- | --------- |
| 캐나다 (캐나디안 핫 100)           | 6         |
| 한국 (가온 디지털 종합차트 (국제)) | 1         |
| 한국 (가온 디지털 종합차트)        | 53        |
| 미국 빌보드 핫 100                 | 7         |